# Leichtathletik-Weltmeisterschaften 2009/Teilnehmer (Kenia)
| Gelbes Symbol für Goldmedaillen mit stilisierten Olympischen Ringen | Graues Symbol für Silbermedaillen mit stilisierten Olympischen Ringen | Braundes Symbol für Bronzemedaillen mit stilisierten Olympischen Ringen |
| ------------------------------------------------------------------- | --------------------------------------------------------------------- | ----------------------------------------------------------------------- |
| 4                                                                   | 5                                                                     | 2                                                                       |

Der kenianische Leichtathletik-Verband stellte 43 Athleten bei den Leichtathletik-Weltmeisterschaften 2009 in Berlin.

## Ergebnisse

### Männer

#### Laufdisziplinen
| Athlet                      | Disziplin        | Vorlauf      | Vorlauf | Halbfinale         | Halbfinale         | Finale             | Finale             |
| Athlet                      | Disziplin        | Zeit         | Platz   | Zeit               | Platz              | Zeit               | Platz              |
| --------------------------- | ---------------- | ------------ | ------- | ------------------ | ------------------ | ------------------ | ------------------ |
| Mark Kiprotich Muttai       | 400 m            | 47,04 s      | 43      | nicht qualifiziert | nicht qualifiziert | nicht qualifiziert | nicht qualifiziert |
| Asbel Kiprop                | 800 m            | 1:46,52 min  | 10      | 1:52,05 min        | 19                 | nicht qualifiziert | nicht qualifiziert |
| Asbel Kiprop                | 1500 m           | 3:41,42 min  | 11      | 3:36,24 min        | 1                  | 3:36,47 min        | 4                  |
| Jackson Kivuva              | 800 m            | 1:46,17 min  | 3       | 1:46,32 min        | 13                 | 1:46,39 min        | 9                  |
| David Lekuta Rudisha        | 800 m            | 1:47,83 min  | 24      | 1:45,40 min        | 7                  | nicht qualifiziert | nicht qualifiziert |
| Alfred Kirwa Yego           | 800 m            | 1:48,32 min  | 34      | 1:45,22 min        | 3                  | 1:45,35 min        | Silber             |
| Augustine Kiprono Choge     | 1500 m           | 3:44,73 min  | 32      | 3:36,43 min        | 3                  | 3:36,53 min        | 5                  |
| Haron Keitany               | 1500 m           | 3:37,13 min  | 2       | DNS                | DNS                | nicht qualifiziert | nicht qualifiziert |
| Vincent Kiprop Chepkok      | 5000 m           | 13:20,24 min | 4       |                    |                    | 13:21,31 min       | 9                  |
| Joseph Ebuya                | 5000 m           | 13:22,41 min | 7       |                    |                    | 13:39,59 min       | 13                 |
| Eliud Kipchoge              | 5000 m           | 13:23,34 min | 10      |                    |                    | 13:18,95 min       | 5                  |
| Bernard Kiprop Kipyego      | 10.000 m         |              |         |                    |                    | 27:18,47 min SB    | 5                  |
| Micah Kipkemboi Kogo        | 10.000 m         |              |         |                    |                    | 27:26,33 min SB    | 7                  |
| Moses Ndiema Masai          | 10.000 m         |              |         |                    |                    | 26:57,39 min SB    | Bronze             |
| Robert Kipkoech Cheruiyot   | Marathon         |              |         |                    |                    | 2:10:46 h SB       | 5                  |
| Benjamin Kolum Kiptoo       | Marathon         |              |         |                    |                    | DNF                | DNF                |
| Abel Kirui                  | Marathon         |              |         |                    |                    | 2:06:54 h CR       | Gold               |
| Emmanuel Kipchirchir Mutai  | Marathon         |              |         |                    |                    | 2:07:48 h          | Silber             |
| Daniel Rono                 | Marathon         |              |         |                    |                    | DNS                | DNS                |
| David Kimutai Rotich        | 20 km Gehen      |              |         |                    |                    | 1:26:35 h          | 31                 |
| Ezekiel Kemboi              | 3000 m Hindernis | 8:19,36 min  | 10      |                    |                    | 8:00,43 min CR     | Gold               |
| Brimin Kiprop Kipruto       | 3000 m Hindernis | 8:18,07 min  | 2       |                    |                    | 8:12,61 min        | 7                  |
| Paul Kipsiele Koech         | 3000 m Hindernis | 8:18,16 min  | 4       |                    |                    | 8:01,26 min SB     | 4                  |
| Richard Kipkemboi Mateelong | 3000 m Hindernis | 8:17,99 min  | 1       |                    |                    | 8:00,89 min PB     | Silber             |

### Frauen

#### Laufdisziplinen
| Athletin                  | Disziplin        | Vorlauf      | Vorlauf | Halbfinale         | Halbfinale         | Finale             | Finale             |
| Athletin                  | Disziplin        | Zeit         | Platz   | Zeit               | Platz              | Zeit               | Platz              |
| ------------------------- | ---------------- | ------------ | ------- | ------------------ | ------------------ | ------------------ | ------------------ |
| Joy Sakari                | 400 m            | 52,88 s      | 23      | 52,69 s            | 19                 | nicht qualifiziert | nicht qualifiziert |
| Janeth Jepkosgei Busienei | 800 m            | 2:12,81 min  | 38      | 1:59,47 min        | 5                  | 1:57,90 min SB     | Silber             |
| Pamela Jelimo             | 800 m            | 2:03,50 min  | 20      | DNF                | DNF                | nicht qualifiziert | nicht qualifiziert |
| Irene Jelagat             | 1500 m           | 4:27,36 min  | 38      | nicht qualifiziert | nicht qualifiziert | nicht qualifiziert | nicht qualifiziert |
| Viola Jelagat Kibiwot     | 1500 m           | 4:09,18 min  | 20      | 4:06,88 min        | 8                  | nicht qualifiziert | nicht qualifiziert |
| Nancy Jebet Langat        | 1500 m           | 4:08,16 min  | 7       | 4:11,10 min        | 19                 | nicht qualifiziert | nicht qualifiziert |
| Iness Chepkesis Chenonge  | 5000 m           | 15:18,40 min | 6       |                    |                    | 15:06,06 min       | 6                  |
| Vivian Jepkemoi Cheruiyot | 5000 m           | 15:16,59 min | 2       |                    |                    | 14:57,97 min       | Gold               |
| Sylvia Jebiwott Kibet     | 5000 m           | 15:17,77 min | 4       |                    |                    | 14:58,33 min       | Silber             |
| Florence Jebet Kiplagat   | 10.000 m         |              |         |                    |                    | 31:30,85 min       | 12                 |
| Linet Chepkwemoi Masai    | 10.000 m         |              |         |                    |                    | 30:51,24 min SB    | Gold               |
| Grace Kwamboka Momanyi    | 10.000 m         |              |         |                    |                    | 30:52,25 min PB    | 4                  |
| Risper Jemeli Kimaiyo     | Marathon         |              |         |                    |                    | 2:39:23 h          | 36                 |
| Helena Loshanyang Kirop   | Marathon         |              |         |                    |                    | DNF                | DNF                |
| Martha Komu               | Marathon         |              |         |                    |                    | 2:42:14 h SB       | 46                 |
| Irene Limika              | Marathon         |              |         |                    |                    | 2:31:29 h          | 20                 |
| Julia Mumbi Muraga        | Marathon         |              |         |                    |                    | 2:28:59 h SB       | 11                 |
| Milcah Chemos Cheywa      | 3000 m Hindernis | 9:23,87 min  | 4       |                    |                    | 9:08,57 min PB     | Bronze             |
| Gladys Jerotich Kipkemoi  | 3000 m Hindernis | 9:29,36 min  | 14      |                    |                    | 9:14,62 min PB     | 8                  |
| Ruth Bisibori Nyangau     | 3000 m Hindernis | 9:27,04 min  | 11      |                    |                    | 9:13,16 min PB     | 7                  |